# Wypady Wojska Polskiego na Słowację (1939)
Wypady Wojska Polskiego na Słowację – wypady polskich jednostek lądowych na terytorium Republiki Słowackiej, które miały miejsce w pierwszym okresie kampanii wrześniowej.

## Dokonane wypady

### Becherov(1 września)
Pierwszego dnia wojny w Koniecznej, gdzie stacjonował Batalion ON „Gorlice” panował względny spokój. Oprócz ruchu małych oddziałów nieprzyjaciela nie działo się nic specjalnego. Wobec tego dowódca batalionu, kapitan Stanisław Czwiertnia postanowił zorganizować wypad na teren Słowacji. Celem był kamienny spust znajdujący się przed miejscowością Becherov. Zniszczenie jego miało spowodować utrudnienie wojskom niemieckim szybkie przedostanie się do polskiej Wysowej. Akcja zakończona sukcesem strony polskiej, okupiona była śmiercią jednego z żołnierzy, a mianowicie Władysława Jurkiewicza.

### Mníšek nad Popradom,KačeiPilhovčik(noc z 1 na 2 września)
1 września w rejonie Piwnicznej 2 Dywizja Piechoty Škultéty przekroczyła granicę polsko-słowacką, jednak została z łatwością odparta przez Oddział Wydzielony „Stanisław” stacjonujący w mieście. Po odparciu ataku, z 1 na 2 września Polacy dokonali wypad na pobliskie słowackie wsie Mníšek nad Popradom, Kače i Pilhovčik.

### Cigeľka(2 września)

#### Pierwszy wypad
2 września o godzinie 00:15 polskie wojsko zaatakowało Finančnú stráž (słowacki odpowiednik Guardia Di Finanza) stacjonujący w Cigel’ke. Polacy zostali jednak szybko odparci.

#### Drugi wypad
Następny wypad miał miejsce godzinie 12:15 ponownie polskie jednostki dokonały wypadu na oddziały słowackie, lecz znów po krótkiej walce zostały zmuszone się wycofać.

### NižnýiVyšný Komárnik(2 września)

#### Zabójstwo por. Rajmunda Świętochowskiego
2 września o godzinie 9:00 porucznik Rajmund Świętochowski dowódca 1 plutonu 1. kompanii w Batalionie KOP “Dukla” udał się na przejście graniczne Barwinek-Vyšný Komárnik w celu porozmawiania ze słowackimi strażnikami granicznymi. Kilka metrów za nim jako ubezpieczenie zostało dwóch polskich żołnierzy – Feliks Sosnowski i Wincenty Kabza. Świętochowski chciał dowiedzieć się od Słowaków o nastrojach panujących w ich oddziałach. Podczas prowadzenia rozmowy ze strażnikami podszedł do nich żołnierz z Gwardii Hlinki znany z jego faszystowskich poglądów. Po chwili dołączyło do niego kilka innych Słowaków z oddziału. Niebawem niczego nie spodziewający się polski porucznik został przez nich okrążony i wezwany do poddania się. Świętochowski odpowiedział strzałem do jednego z żołnierzy ze swojego pistoletu, sam zostając raniony. W tym samym czasie dwóch polskich żołnierzy otworzyło ogień do pozostałych Słowaków którzy zaczęli się wycofywać do strażnicy. Polacy nie zdołali dostać się do dowódcy. Incydent został zgłoszony do polskiego dowództwa, które jednak nie zgodziło się na akcję odwetową, ponieważ obawiano się zasadzki. Otrzymano tylko cichą aprobatę na wypad na miejscowości po stronie słowackiej.

#### Akcja odwetowa
O godzinie 13:00, 1 pluton zajął bramę graniczną oraz strażnice słowacką, która została podpalona przez Polaków. Odbito również ciało Świętochowskiego. Następnie zajęte zostały wsie Nižný i Vyšný Komárnik. Podczas tego wypadu po stronie polskiej zginęło 5-6 i zostało rannych 8 żołnierzy, a po słowackiej zginęła 1 osoba i 15 zostało rannych. Działania te były przyczyną ewakuacji ludności słowackiej z pogranicza na dalsze zaplecze.

### Tunel kolejowy w Łupkowie(2 września)
W czasie gdy toczyły się walki w Čertižné, polski patrol natknął się pod tunelem kolejowym w Łupkowie na patrol wroga i stoczył z nim walkę.

### Čertižné(2 września/6 września)

#### Pierwszy wypad
Polskie jednostki stacjonujące we wsi Czeremcha o 13:45 zaatakowały słowacką wieś Čertižné. Słowacy mieli 2 zabitych i 1 rannego, mimo tego Polacy, o 16:00 zostali zmuszeni do wycofania.

#### Drugi wypad
O 1:30 6 września 5 kompania kapitana Szczepan Madeja z 2 Pułku Piechoty KOP „Karpaty” i 3 kompanii kapitana Stanisława Godawy z Batalionu ON „Brzozów” przekroczyła granice obok Čertižné i zniszczyły linie telefoniczne. Celem Polaków było zaatakowanie od tyłu Słowaków którzy zajęli Czeremchę. Niestety broniące się tam oddziały słowackie zostały poinformowane o nadciągającym niebezpieczeństwie i odparły Polski atak. Podczas jego trwania zginął porucznik Paweł Łazarewicz.